# Křižák (parní stroj)

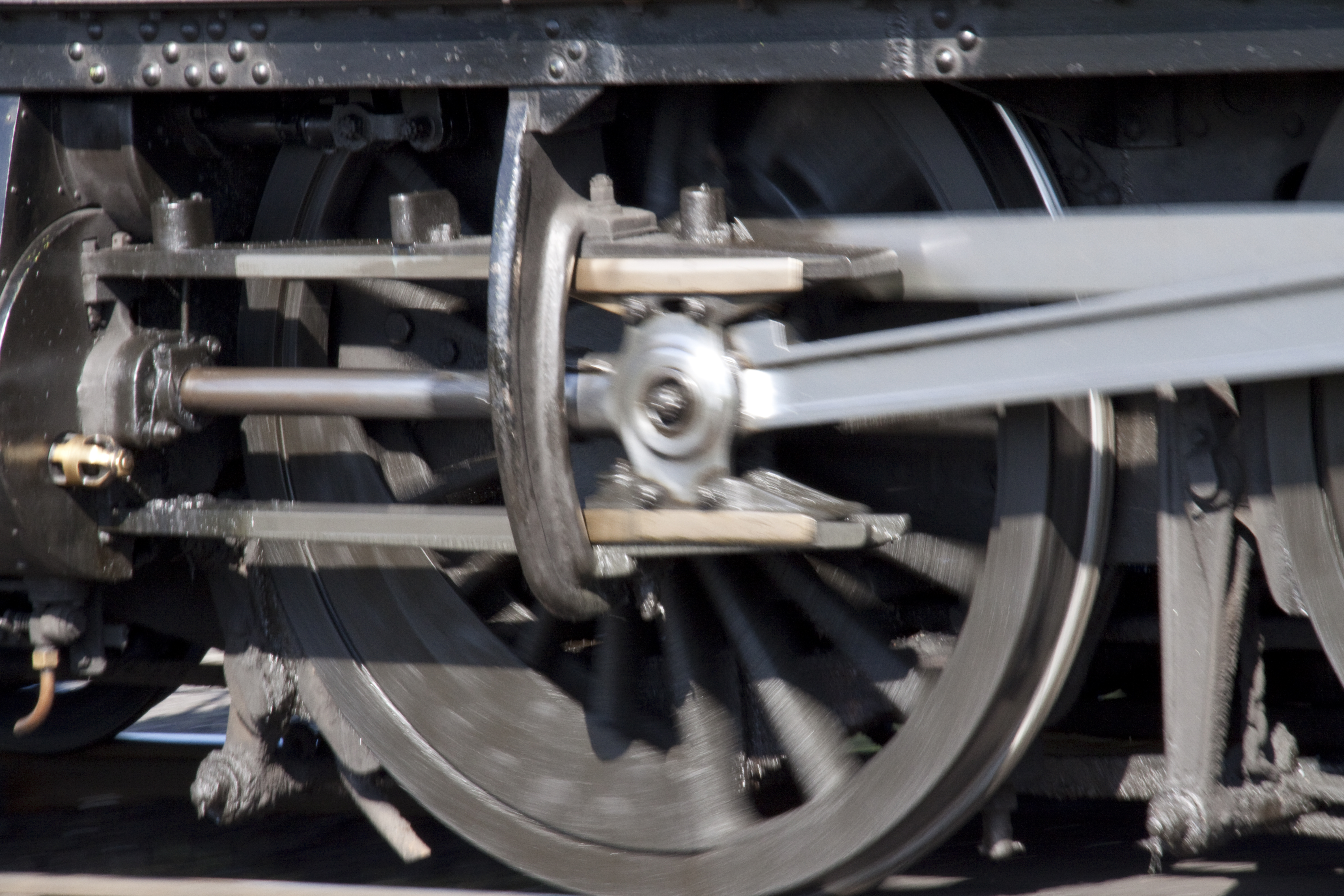
Dvoupravítkový křižák

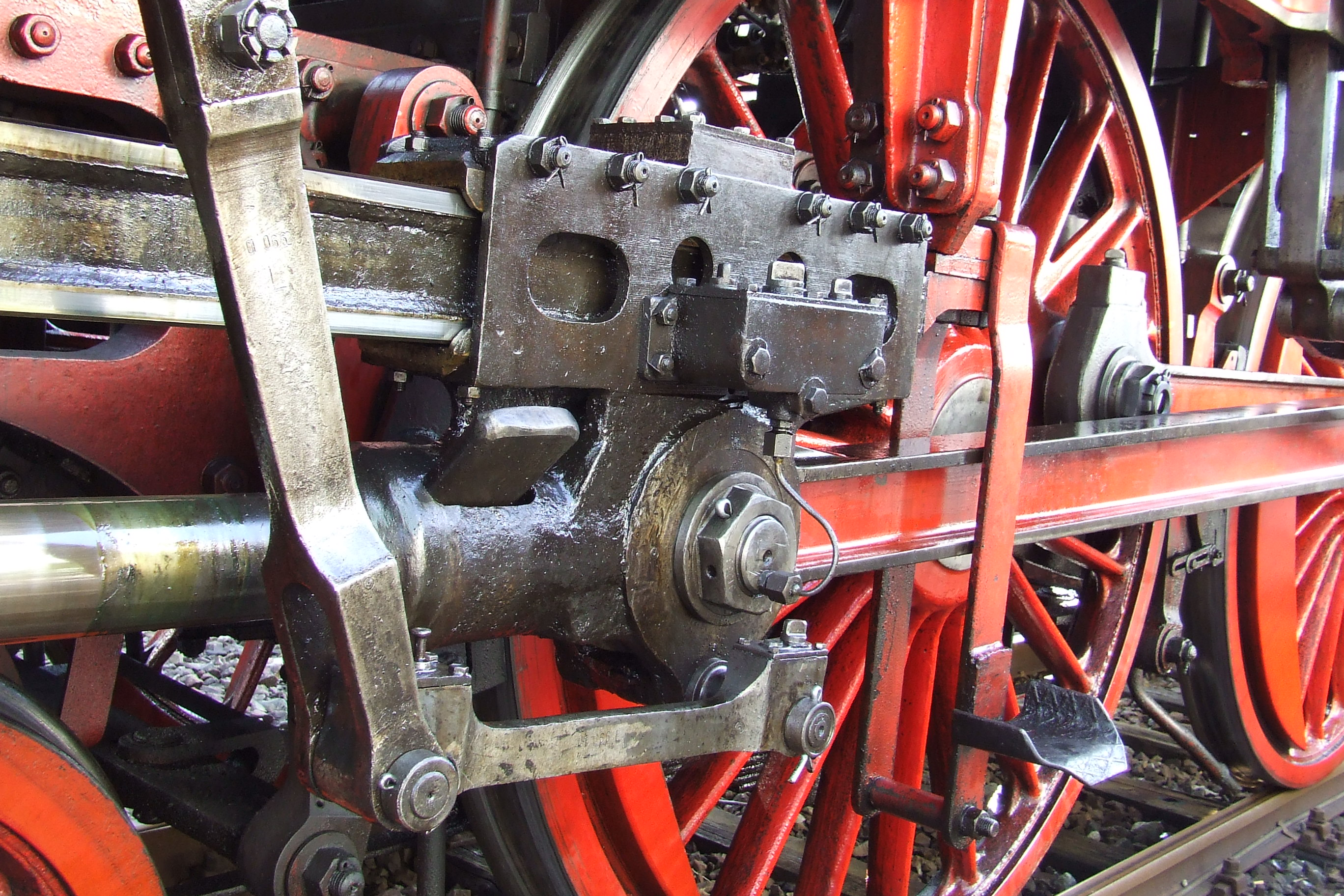
Jednopravítkový křižák na 01 066 DB

Křižák je posuvná součást některých pístových strojů. Je na něj připevněna pístní tyč a ojnice. Pohybuje se po jednom nebo dvou ocelových pravítkách ve směru osy pístní tyče. Na pravítka se přes něj přenášejí boční síly, vznikající v klikovém mechanismu. Typické a nejznámější využití je u parních strojů.
Svůj název získal křižák podle charakteristického tvaru prvních zařízení tohoto druhu. Byl tvořen odlitkem ve tvaru kříže, opřeným přes kluzátka o dvě pravítka. Uprostřed kříže je čep ojnice a vpředu je obvykle klínem upevněná pístní tyč.
Během pozdějšího vývoje se tvar křižáku změnil, protože dvojice pravítek byla nahrazena pravítkem jedním, ale původní název zůstal.
Kromě využití u parních strojů je křižák součástí i některých typů pístových čerpadel a velkých či starších typů spalovacích motorů.